# MFS (文件格式)
MFS 是中国移动多媒体广播CMMB定义的一种多媒体码流格式，经常以.mfs为后缀保存为文件。 最初由中兴通讯起草。

## 基本格式
MFS码流由各个帧直接拼接而成，而每个帧的内容直接作为物理层的输入。MFS可以包含音频，视频和数据，其中视频可以是H.264格式或者AVS格式，音频可以是AAC或者DRA。数据中可以包含电子节目指南（ESG）以及实时股票信息等等。

## 分析软件
MFS Analyzer2.0是一款播放和分析CMMB（中国移动多媒体广播）的MFS文件的工具。支持两种模式的MFS文件，提供多种详细分析和音视频播放的功能。